# Дарнелл Голл
Дарнелл Голл (англ. Darnell Hall; нар. 26 вересня 1971, Детройт, Мічиган, США) — американський легкоатлет, що спеціалізується на спринті, олімпійський чемпіон 1992 року, чемпіон світу.

## Кар'єра
| Рік             | Змагання                     | Місто              | Місце           | Дисципліна            | Примітки        |
| Представник США | Представник США              | Представник США    | Представник США | Представник США       | Представник США |
| --------------- | ---------------------------- | ------------------ | --------------- | --------------------- | --------------- |
| 1992            | Олімпійські ігри             | Барселона, Іспанія | 1               | естафета 4×400 метрів | 2:59.14         |
| 1993            | Чемпіонат світу в приміщенні | Торонто, Канада    | 1               | естафета 4×400 метрів | 3:04.20         |
| 1995            | Чемпіонат світу в приміщенні | Барселона, Іспанія | 1               | біг на 400 метрів     | 46.17           |
| 1995            | Чемпіонат світу              | Гетеборг, Швеція   | 6               | біг на 400 метрів     | 44.83           |
| 1995            | Чемпіонат світу              | Гетеборг, Швеція   | 1               | естафета 4×100 метрів | 2:58.23         |